# Clerkenwell
Clerkenwell (AFI: /ˈklɑːkənwɛl/) è un'area del London Borough of Islington. Dal 1900 al 1965 la parrocchia di Clerkenwell ha fatto parte del Metropolitan Borough of Finsbury.
Parte di Clerkenwell è ricordata come la Little Italy londinese: infatti, fino alla metà del XX secolo, nell'area era presente una grande comunità di italo-britannici.

## Etimologia
Il nome di Clerkenwell è dovuto ai Clerks' Well di Farringdon Lane (Clerk, nel medio inglese, significava curato o chierico).

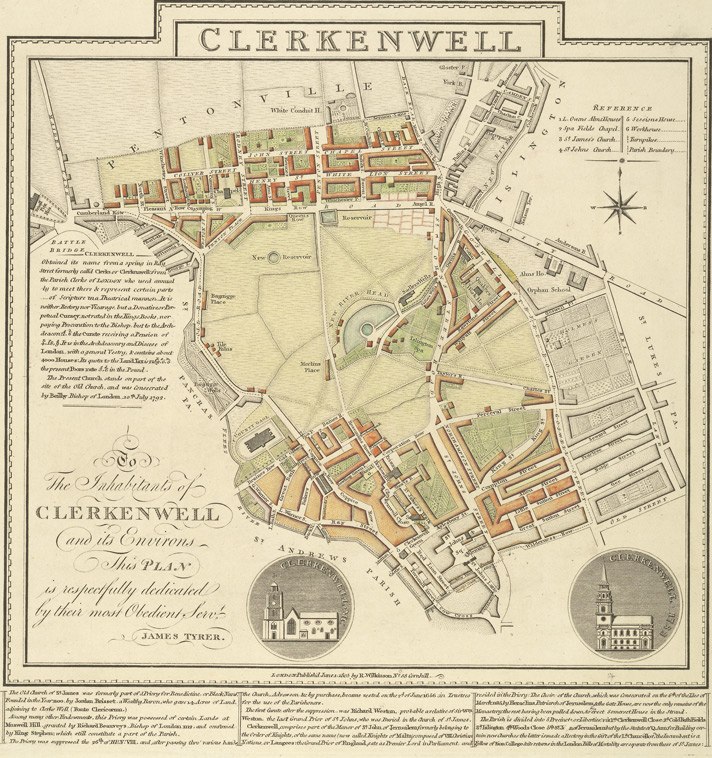
Clerkenwell nel 1805.

## Storia
In passato l'area ospitava un monastero ed era identificata come uno dei maggiori centri religiosi londinesi: fu qui, infatti, che si stabilirono i Cavalieri Ospitalieri. Inoltre a Clerkenwell vi si costruirono molte chiese, alcune visibili anche oggi.
Nel Settecento, invece, Clerkenwell perse le sue "abitudini monasteriali" e diventò perlopiù un'area residenziale. Per esempio, nell'area, si stabilirono per un certo lasso di tempo il Duca di Northumberland e personalità come Erasmus Smith. L'area inoltre venne spesso riconosciuta come un resort poco distante dal centro della città, dove i londinesi potevano rilassarsi in giardini o saune.
L'area cambiò radicalmente durante la rivoluzione industriale; infatti Clerkenwell diventò il centro di birrifici, distillerie e molte fabbriche.
Clerkenwell, quindi, da tranquillo luogo residenziale si tramutò in un'indaffarata area industriale: mantenne tale caratteristica solo fino al secondo dopoguerra, quando l'area si trasformò di nuovo in un'area residenziale poco distante dal centro della città.
Dal 1850 circa, Clerkenwell corrisponde alla Little Italy londinese. Gli Italiani emigrati a Londra scelsero questa zona per stabilire le proprie attività, creando una comunità di oltre duemila residenti, che tuttavia andò disperdendosi intorno agli anni '60 del 1900.
Nonostante questo, Clerkenwell rimane il quartiere dove la popolazione italiana è più numerosa, e dove la Chiesa italiana di St Peter e il Consolato italiano sono localizzati, insieme ad un discreto numero di gastronomie, ristoranti e concessionari di prodotti italiani.

## Trasporti

### Metropolitana di Londra
L'area è servita dalla stazione di Farringdon della Metropolitana di Londra. Altre stazioni nei pressi sono quelle di Angel, Old Street, King's Cross St. Pancras, Chancery Lane e di Barbican.

### National Rail
L'area è vicina alla stazione di Old Street, servita dai treni della National Rail, ma in zona sorgono i ben più importanti complessi di King's Cross e St. Pancras, due fra le stazioni più importanti di Londra e del Regno Unito stesso.

## Galleria d'immagini

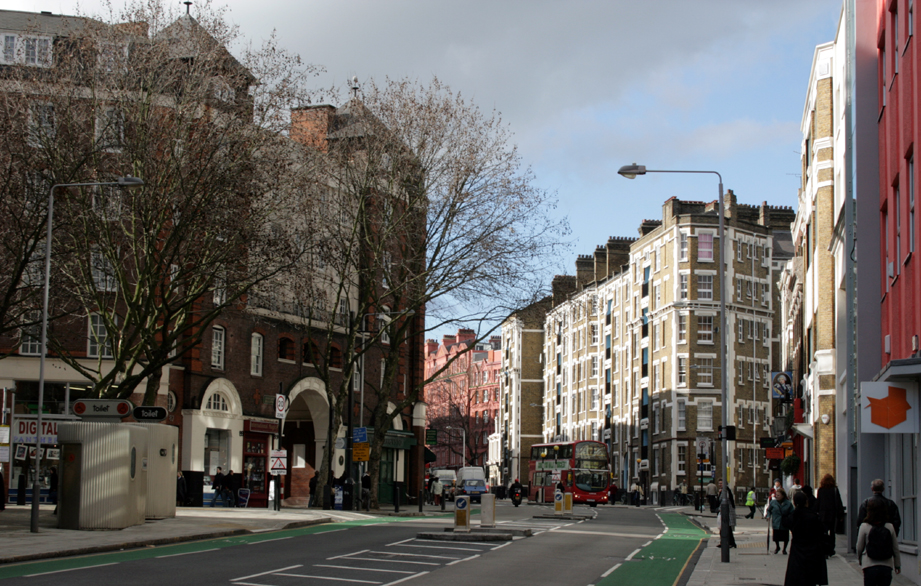
Panoramica di Clerkenwell Road.
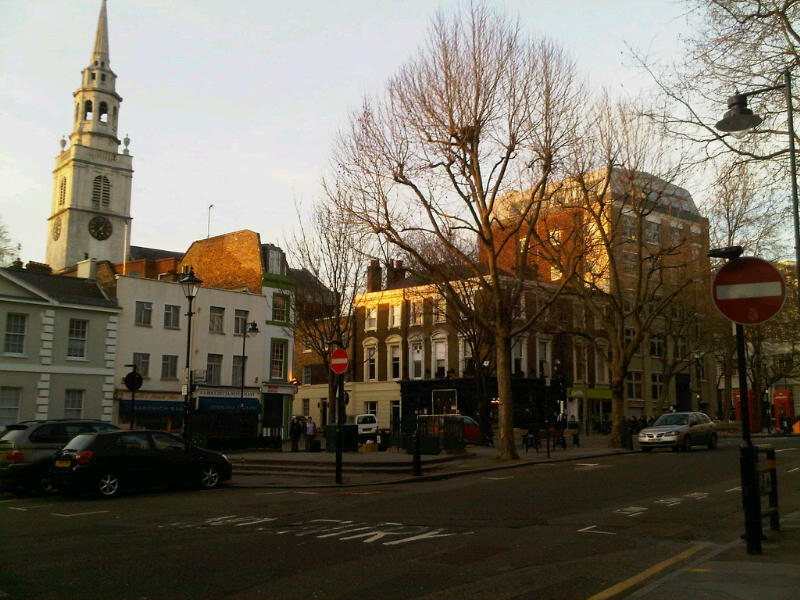
Il centro di Clerkenwell, identificato dal nome Clerkenwell Green.
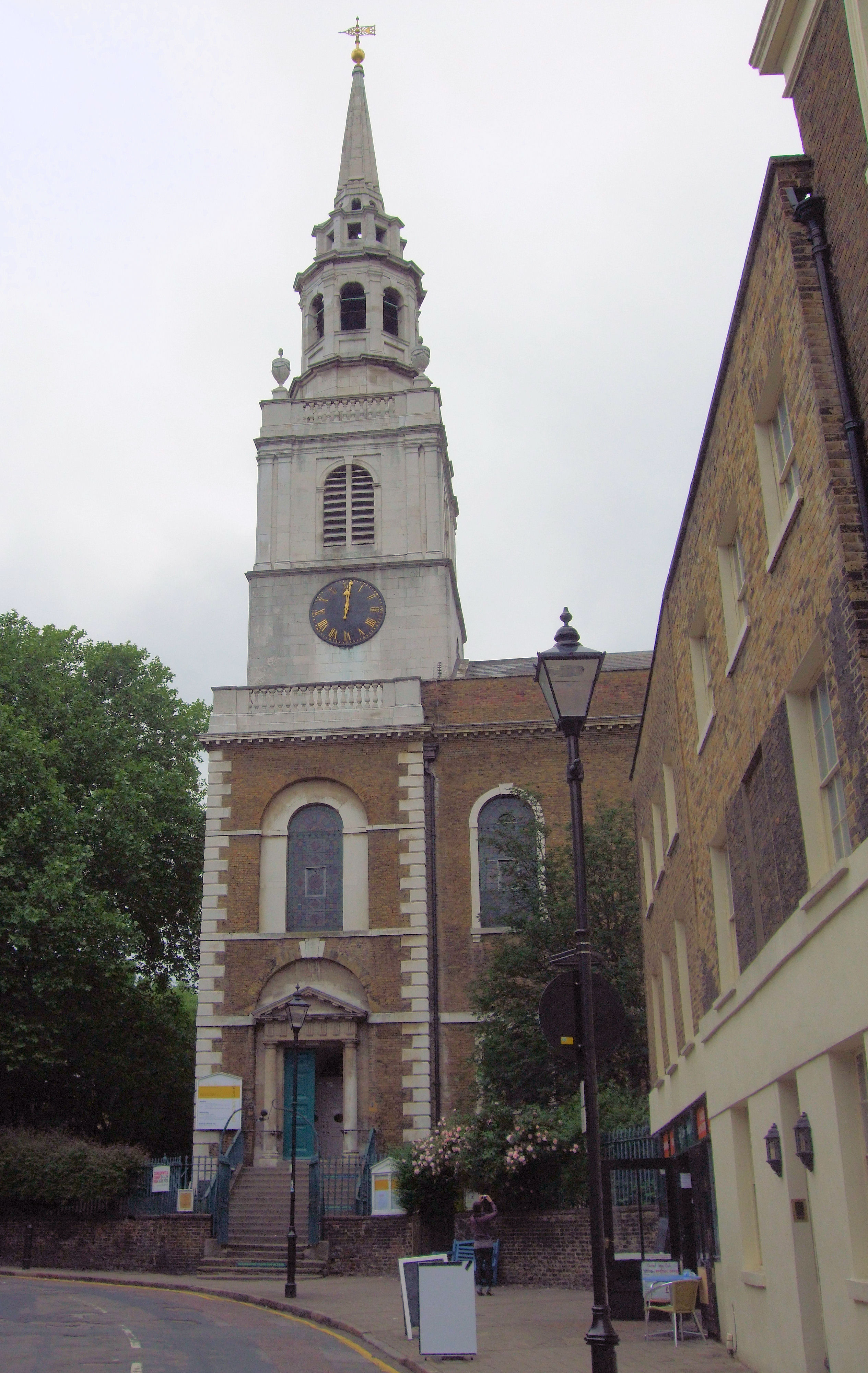
San Giacomo, una delle chiese più importanti del distretto.
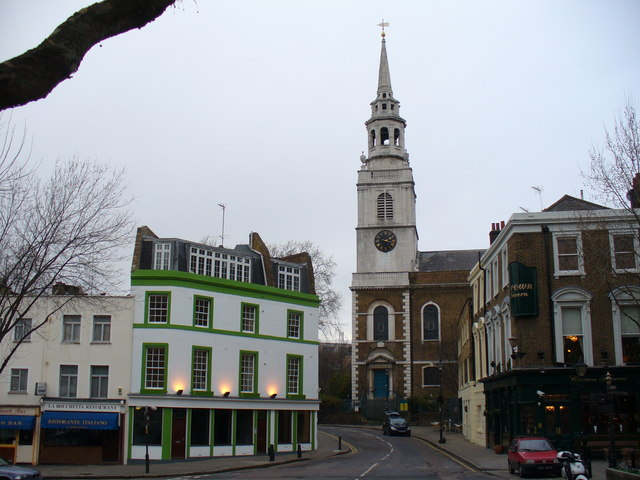
Altra foto di Clerkenwell Green.